# Wein Dezső
Wein Dezső, 1943-tól Bory Dezső (Budapest, 1873. január 19. – Budapest, 1944. június 5.) fogorvos, tornász olimpikon, Wein Margit opera-énekesnő és Wein Manó orvos testvére.

## Életpályája
Apja Wein János, a Fővárosi Vízművek első igazgatója, anyja Maderspach Antónia. Tornaversenyt nyert 1894-ben. Részt vett az 1896. évi nyári olimpiai játékokon. Gyűrű, lóugrás, korlát és nyújtó számokban is versenyzett, de nem ért el dobogós helyezést. A torna mellett a természetjárás magyarországi képviselője is volt, valamint a hazai sísport megteremtésében is nagy szerepe volt.

## Főbb művei
- Kirándulás a Strázsára (Turisták L., 1891)
- Hogyan ápolja a tornász kezeit? (Tornaügy, 1895)
- Nemzeti kultúránk és testi nevelés (Budapest, 1906)
- A gyermek testi nevelése a családban (Budapest, 1908)
- A regionär anesthesia szerepe a stomatologiában (Budapest, 1909)
- Az álkapocssérülések gyógyítása (Budapest, 1941)